# Radiohead
Radiohead – angielski zespół rockowy z Abingdon w Oxfordshire, powstały w 1985 roku. W jego skład wchodzą: Thom Yorke (wokal, gitara, fortepian), Jonny Greenwood (gitara prowadząca, keyboard), Ed O’Brien (gitara, wokal wspierający), Colin Greenwood (gitara basowa) i Phil Selway (perkusja, wokal wspierający). Od 1994 współpracują z producentem Nigelem Godrichem oraz Stanleyem Donwoodem, który jest odpowiedzialny za oprawę graficzną wszystkich albumów zespołu. Na portalach muzycznych stylistykę zespołu określano jako reprezentującą gatunki takie jak: rock alternatywny, art rock i rock awangardowy, a także we wczesnym okresie Brit pop.
Po związaniu się z EMI w 1991 roku, rok później wydali debiutancki singiel „Creep”, który zyskał światowe uznanie po ukazaniu się albumu Pablo Honey w 1993. Popularność i uznanie ze strony krytyków muzycznych wzrosły w Wielkiej Brytanii wraz z wydaniem drugiego albumu, The Bends (1995). Trzecie wydawnictwo zespołu, OK Computer (1997), dało mu światową sławę. Ceniony za złożoność i poruszanie takiej tematyki jak alienacja i paranoja, jest często uznawany za szczytowe wydawnictwo lat 90. i jeden z najwybitniejszych albumów w historii muzyki popularnej. Kolejne dwa albumy Kid A (2000) i Amnesiac (2001), nagrywane w tym samym czasie, ujawniły radykalną zmianę w stylu, który czerpał z muzyki eksperymentalnej i elektronicznej, XX-wiecznej muzyki klasycznej, krautrocka i jazzu. Mimo początkowych podziałów wśród słuchaczy, Kid A został wybrany najlepszym albumem dekady przez „Rolling Stone”, „Pitchfork” i „the Times”.
Szóste wydawnictwo Radiohead, Hail to the Thief (2003), będące mieszanką rocka i muzyki elektronicznej z tekstem inspirowanym wojną z terroryzmem, było ostatnim krążkiem zespołu spod szyldu wytwórni EMI. Wraz z In Rainbows (2007) zapoczątkowali alternatywne sposoby wydawania albumu studyjnego, publikując go w formacie MP3 na stronie internetowej dedykowanej temu dziełu, wykorzystując przy tym system Pay What You Want. Ich ósmy album, The King of Limbs (2011) powstał przy wykorzystaniu elektronicznych pętli i ciężkiego, psychodelicznego brzmienia. Dziewiąty album, A Moon Shaped Pool (2016), zawiera kompozycję i chóralny śpiew w wykonaniu London Contemporary Orchestra przy aranżacji Jonny’ego Greenwooda.
Radiohead sprzedali ponad 30 milionów egzemplarzy płyt na całym świecie. Ich dzieła są doceniane przez słuchaczy i krytyków plasując się na listach najlepszej muzyki lat 90 i pierwszej dekady XXI wieku. W 2005 roku znalazł się na 73. miejscu listy najlepszych artystów wszech czasów; Jonny Greenwood (47. miejsce) i Ed O’Brien (59. miejsce) zostali uplasowani na liście najlepszych gitarzystów, a Thom Yorke (9. miejsce) – najlepszych wokalistów, według magazynu „Rolling Stone”. W 2009 roku czytelnicy „Rolling Stone” uplasowali Radiohead na drugim miejscu listy najlepszych artystów XXI wieku. W 2019 wprowadzony do Rock and Roll Hall of Fame.

## Historia

### 1985–92: Początki zespołu

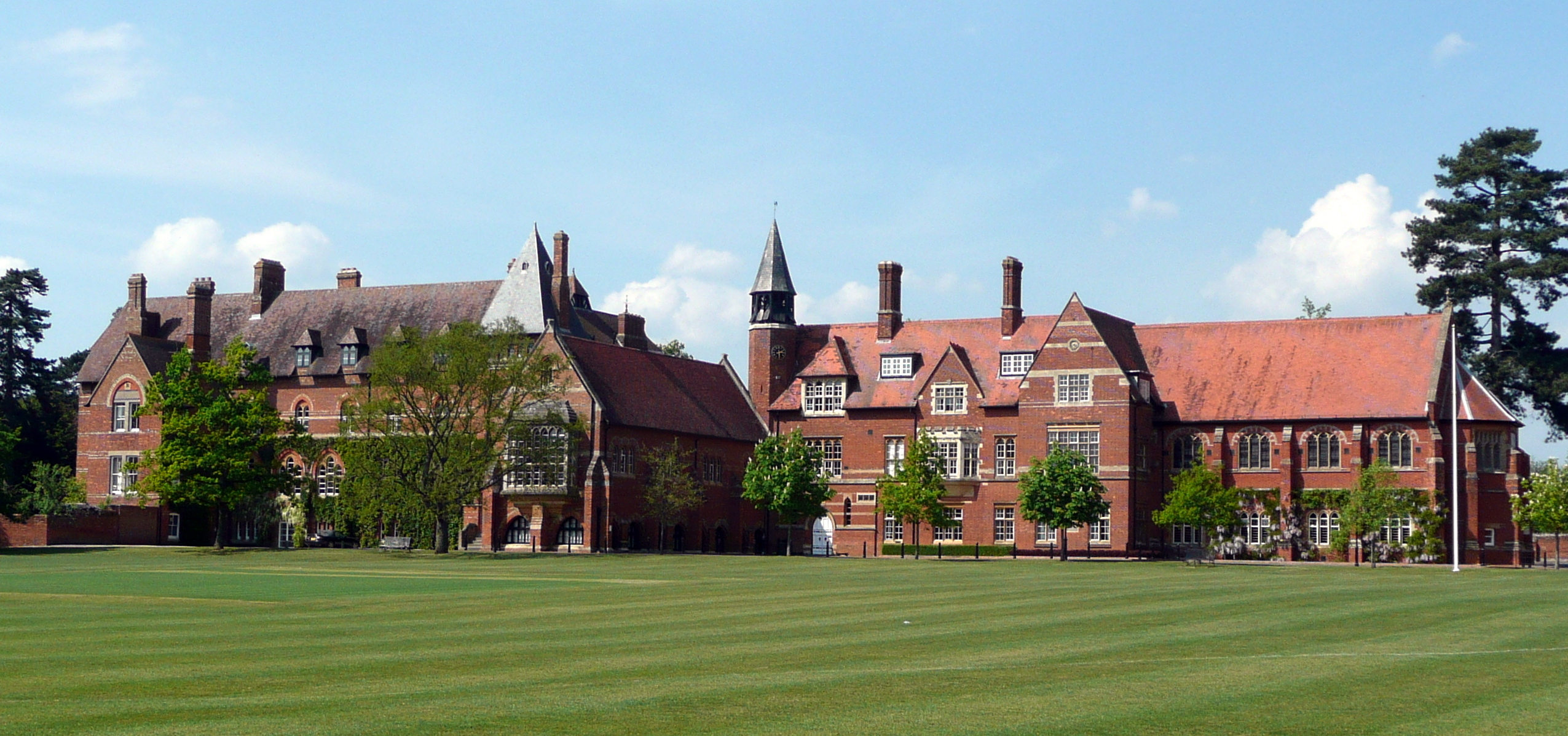
Abingdon School – szkoła, do której uczęszczali członkowie zespołu

Członkowie Radiohead poznali się w Abingdon School, do której uczęszczali. Gitarzysta i wokalista Thom Yorke oraz basista Colin Greenwood byli na tym samym roku, gitarzysta Ed O’Brien i perkusista Phil Selway rok wyżej, a multiinstrumentalista Jonny Greenwood, brat Colina, dwa lata niżej. W 1985 utworzyli On A Friday – członkowie wybrali taką nazwę, ponieważ jedynie w piątki mieli czas na spotkania i grę razem. Jonny był ostatnim, który dołączył – najpierw grał na harmonijce i keyboardzie, niedługo później został wiodącym gitarzystą. Wcześniej występował w innym zespole, Illiterate Hands, z muzykiem Nigelem Powellem i młodszym bratem Thoma, Andym. Zdaniem Colina członkowie zespołu wybrali takie, a nie inne instrumenty by móc grać razem w jednym zespole: „było to bardziej zespołowe podejście, a jeśli mogłeś się przyczynić do tego, że ktoś inny gra na twoim instrumencie, to było naprawdę fajne. Nie myślę o sobie jako o basiście. Ja tylko jestem w zespole z innymi ludźmi. Myślę też, że dobrym początkiem jest wspólna gra z przyjaciółmi”. Na pewnym etapie On A Friday posiadał również sekcję saksofonową.
Zespołowi nie podobała się sztywna atmosfera szkoły – doszło do tego, że dyrektor placówki obciążył finansowo zespół za wykorzystywanie sali do prób w niedzielę. Swoje miejsce znaleźli na wydziale muzycznym szkoły. Nauczycielowi muzyki zawdzięczają wprowadzenie do jazzu, muzyki filmowej, muzyki awangardowej i muzyki współczesnej. Pod koniec lat 80. w Oxfordshire funkcjonowała scena muzyki niezależnej, ale skoncentrowana była wokół zespołów shoegaze takich jak Ride i Slowdive.

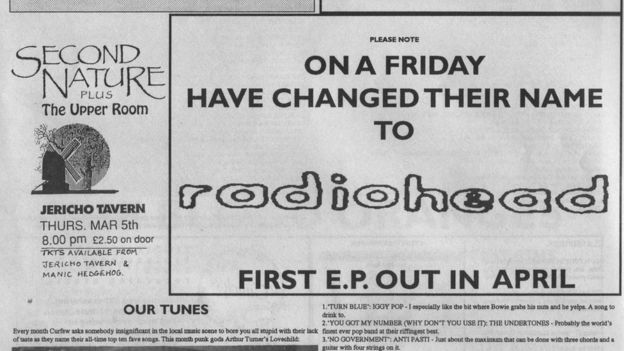
Ogłoszenie prasowe w magazynie muzycznym „Curfew” o zmianie nazwy

W 1987 roku wszyscy poza młodszym z braci Greenwoodów opuścili Abingdon i wyjechali na studia, dalej jednak spotykając się w wakacje i weekendy. Na University of Exeter Yorke grał z zespołem Headless Chickens wykonując między innymi utwór, który w przyszłości będzie również grany przez Radiohead – „High and Dry”. Tam też Yorke poznał Stanleya Donwooda, który dla Radiohead będzie zajmował się oprawą graficzną. W czasie studiów wydali trzy dema – Wormwood Demo (1988), Dungeon Demo (1990) i Shindig Demo (1991). W 1991 roku gdy wszyscy (oprócz Jonny’ego) ukończyli studia, zaczęli dawać koncerty w Oxfordzie, a także wydali demo Manic Hedgehog.
Gdy wzrosła liczba występów na żywo, zespołem On A Friday zainteresowały się wytwórnie i producenci muzyczni. Chris Hufford, producent Slowdive i współwłaściciel Oxford’s Courtyard Studios, uczestniczył w koncercie w klubie Jericho Tavern. Będąc pod wrażeniem występu, wraz z drugim właścicielem studia – Brycem Edgem – wyprodukowali ostatnie demo zespołu; obaj również zostali jego menedżerami i są nimi do dziś. Pod koniec 1991 roku sklep, w którym pracował Colin Greenwood odwiedził Keith Wozencroft z działu A&R wytwórni EMI. Colin przekazał mu demo zespołu, z którym Keith udał się do Londynu, słuchając go po drodze. Tam przekonał wytwórnię do podpisania kontraktu z zespołem z Abingdon. Efektem było podpisanie kontraktu płytowego na wydanie sześciu albumów. Na prośbę EMI On A Friday zmienił swoją nazwę na Radiohead – od tytułu piosenki Talking Heads „Radio Head”.

### Pablo Honey, The Bends i wczesne sukcesy (1992–1995)
Debiutancka EP zespołu – Drill – została nagrana w Countryard Studios i wydana w marcu 1992, a producentami znowu zostali Hufford i Edge. Publiczność na występach Radiohead była niewielka, a zespół do nagrania swojego debiutanckiego albumu wynajął Paula Kolderie i Seana Slade'a, którzy pracowali wcześniej z zespołami takimi jak Pixies i Dinosaur Jr. Album był nagrywany w Oksfordzkim studio pod koniec 1992. Wraz z wydaniem singla „Creep” pod koniec 1992 zespół Radiohead zaczął zdobywać uwagę brytyjskiej prasy muzycznej, choć nie wszystkie notki o zespole były pochlebne, a stacja BBC Radio 1 nie puszczała piosenki, ponieważ była „zbyt depresyjna”. Radiohead wydał swój debiutancki album Pablo Honey w lutym 1993, a swój styl muzyczny porównywali do grunge, popularnego we wczesnych latach 90. Płyta Pablo Honey nie zrobiła furory na listach przebojów, a single „Stop Whispering” i „Anyone Can Play Guitar” miały podobnie słabą popularność.

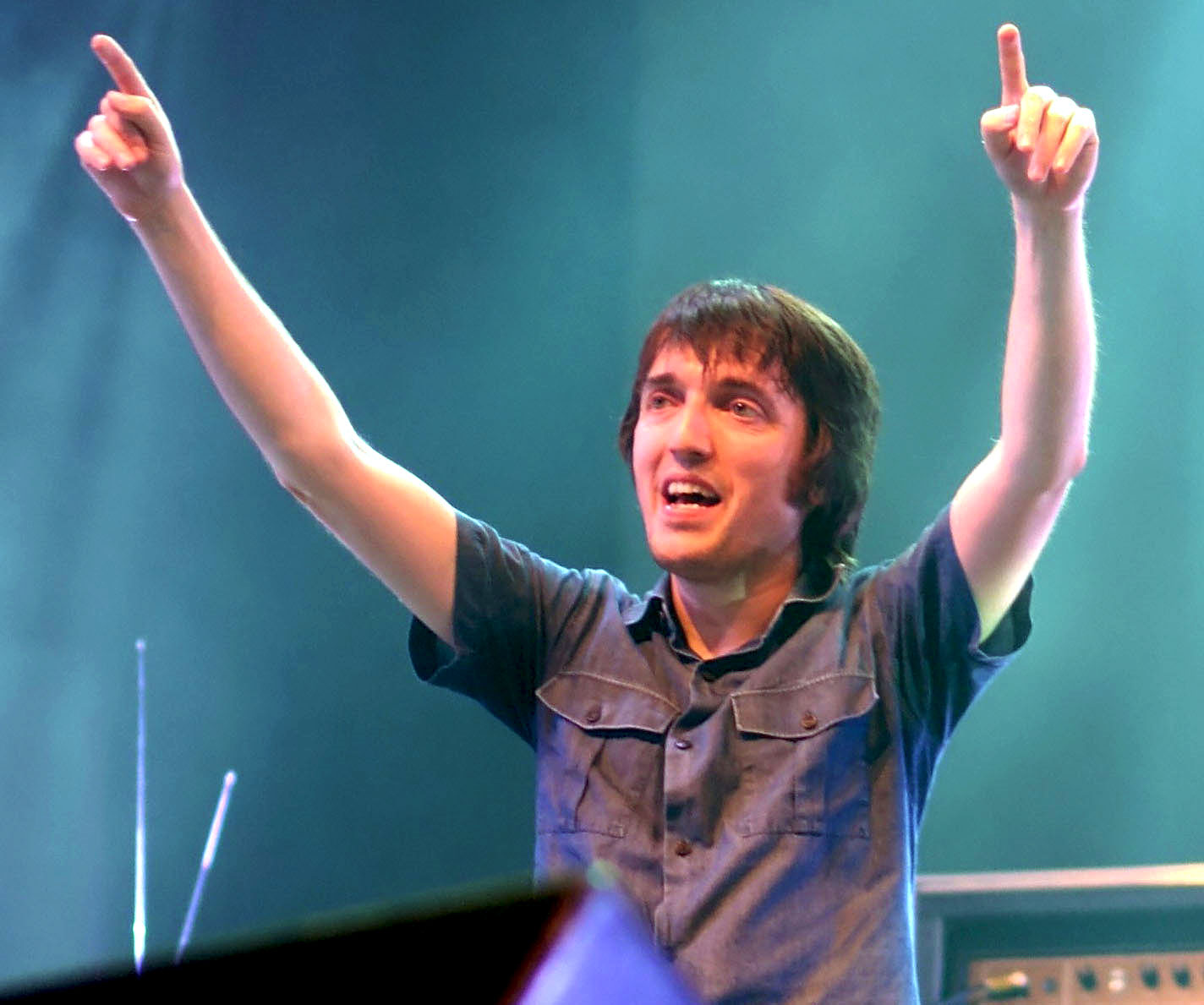
Colin Greenwood podczas koncertu w Amsterdamie w 2006

Jednak „Creep” nieoczekiwanie wkroczył z impetem na listy przebojów całego świata. Po jakimś czasie Radiohead zaczęło swoją pierwszą trasę koncertową po USA na początku 1993, a teledysk do „Creep” był często pokazywany w MTV. Utwór wkrótce stał się numerem dwa na liście Modern Rock Tracks tworzonej przez amerykański magazyn Billboard, a po ponownym wydaniu rok później, numerem siedem na brytyjskiej liście najpopularniejszych singli. Był moment, gdy Radiohead był bliski rozwiązaniu z powodu nieporozumień w zespole, związanego z dużym sukcesem grupy. Trasa koncertowa Pablo Honey rozciągnęła się jeszcze na kolejny rok. Zespół opisał ją później jako bardzo frustrujące doświadczenie.
Po trasie w Ameryce i chcąc wydać nowy album, Radiohead zaczęło współpracę z weteranem studia Abbey Road – producentem Johnem Leckie. Napięcie było duże, po dużym sukcesie „Creep” oczekiwano od zespołu wydania czegoś przynajmniej równie dobrego. Zespół dla rozluźnienia napięcia zmieniał scenerię, koncertując w Australii i na Bliskim Wschodzie. Konfrontując się ze swą popularnością, Yorke rozczarowywał swoim stylem bycia sprzeciwiającemu się łatwej sprzedaży. EP My Iron Lung z 1994, wspomagana przez singiel o tym samym tytule, zawierała w sobie materiał będący zapowiedzią zmiany stylu zespołu na głębszy i bardziej dojrzały. Singiel uzyskał dużą popularność i zaczął być puszczany przez undergroundowe stacje radiowe. Sprzedaż była nieoczekiwanie wysoka i wokół zespołu po raz pierwszy utworzyła się grupa prawdziwych fanów. Będąc w trasie koncertowej zespół ukończył swój drugi album – The Bends – który został wydany w marcu 1995.
W tym czasie zespół był swojego rodzaju outsiderem, ponieważ uwagę mediów najbardziej przykuwał britpop, jednak ostatecznie Radiohead znów odniosło sukces zdobywając albumem The Bends jeszcze większą popularność. Album był utrzymany w głębokiej i dojrzałej atmosferze a single „Fake Plastic Trees”, „Just” i „Street Spirit (Fade Out)” zanotowały duże sukcesy na listach przebojów Wielkiej Brytanii. Przez część 1995 zespół występował jako support przed koncertami zespołu R.E.M., który był jedną z inspiracji do powstania Radiohead, a także jednym z największych zespołów rockowych tamtego czasu. Michael Stipe z R.E.M. przed jednym z występów powiedział: „Radiohead jest takie dobre. Przeraża mnie.” Pomimo poparcia krytyków muzycznych i stałych fanów zespołu, The Bends nie zbudowało swojej popularności na komercyjnym sukcesie „Creep” poza Wielką Brytanią. Kilka singli stamtąd odniosło sukcesy na świecie a najwyższą pozycją jaką uzyskały na amerykańskiej liście przebojów była pozycja 88 – najniższa ze wszystkich krajów.

### OK Computer, sława i uznanie krytyków (1996–1998)
Dwa nowe utwory były już nagrane na nowy album Radiohead - „Lucky” i „Exit Music (For a Film)”. Z pomocą producenta Nigela Godricha, współtwórcą utworów „Lucky” i strony B „Talk Show Host”, zespół sam wyprodukował swój następny album, zaczynając pracę na początku 1996 roku. Do czerwca razem z Godrichem nagrali cztery piosenki w studio Canned Applause. Zdecydowali się dopracować do doskonałości wykonywanie nowych utworów na żywo, otwierając koncerty Alanis Morissette, przed zakończeniem nagrywania płyty. Reszta albumu została nagrana w XV-wiecznej willi aktorki Jane Seymour – St. Catherine's Court. Sesje nagraniowe były relaksujące - zespół grał całymi dniami w różnych pokojach domu i słuchając The Beatles, DJ Shadow, Ennio Morricone i Milesa Davisa jako inspiracji. Nagrywanie albumu zostało ukończone przed końcem 1996 roku, a w marcu 1997 roku został on zmiksowany i poddany masteringowi.

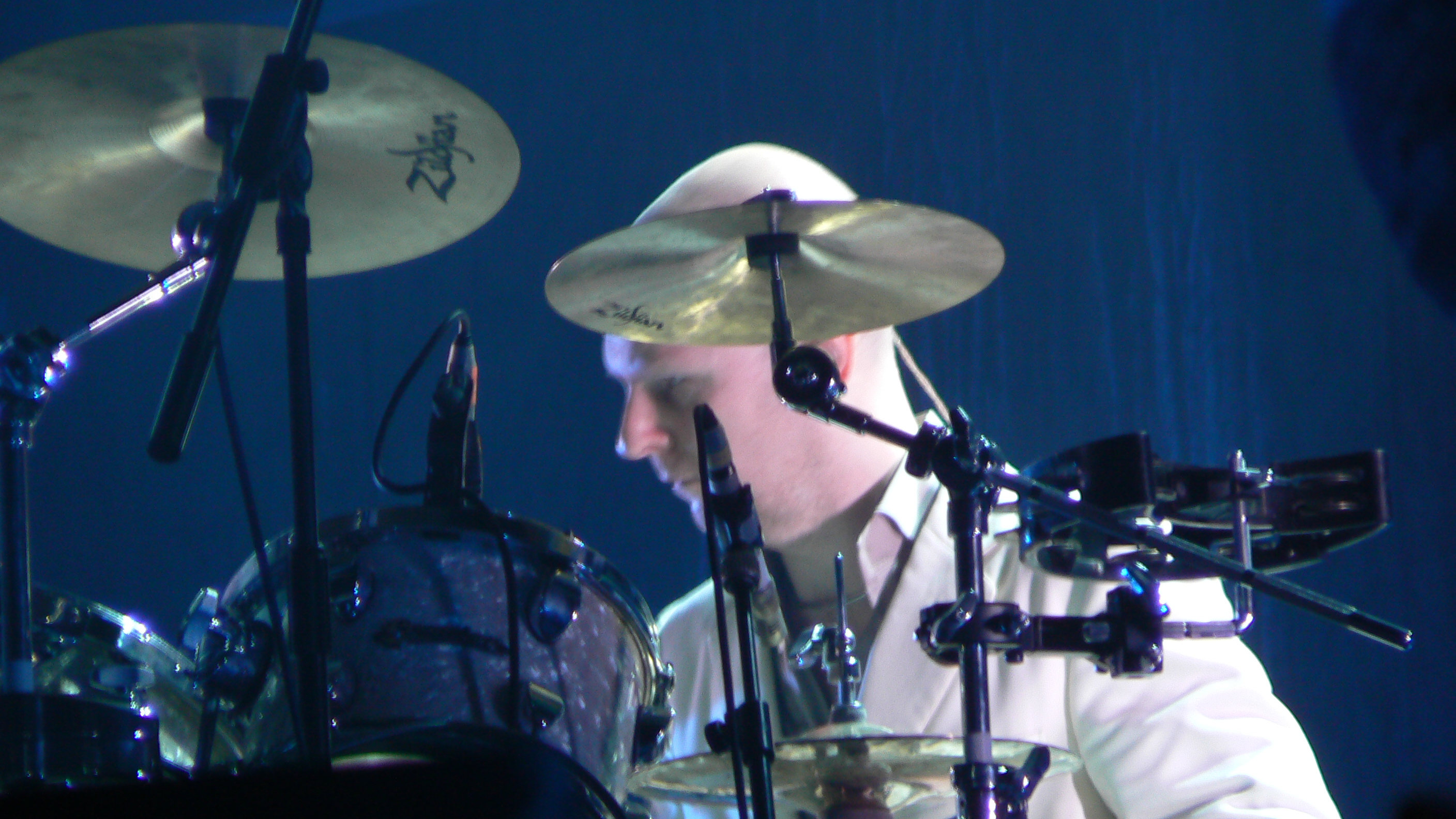
Phil Selway podczas koncertu w Amsterdamie w 2006 roku

Radiohead wydało swój trzeci album – OK Computer – w czerwcu 1997 roku. Płyta gromadziła w sobie różne gatunki muzyczne sprowadzające się jednak nadal do alternatywnego rocka. Zespół eksperymentował ze strukturą piosenek umieszczając w nich elementy ambientu, awangardy i elektroniki. OK Computer zadebiutował w Wielkiej Brytanii na pierwszym miejscu listy przebojów co doprowadziło do komercyjnego sukcesu Radiohead na całym świecie. Pomimo że najwyższym miejscem w USA, jakie zanotował album, była pozycja 21, płyta zyskała bardzo duże uznanie mainstreamowych mediów i wkrótce dostała Nagrodę Grammy za najlepszy album muzyki alternatywnej, a także nominację do albumu roku 1997. „Paranoid Android”, „Karma Police” i „No Surprises” zostały wydane jako single promujące album, z których w USA największy sukces odnotował singiel „Karma Police” uzyskując 14. miejsce na liście przebojów w kategorii Modern Rock.
OK Computer spotkał się z wielkim poparciem ze strony krytyków muzycznych. Następstwem wydania OK Computer była trasa koncertowa o nazwie „Against Demons”. Grant Gee, reżyser teledysku do No Surprises, towarzyszył zespołowi w trasie i filmował jego poczynania, po czym wydał w 1999 roku film dokumentalny o tytule „Meeting People Is Easy”. Film pokazuje członków zespołu niezadowolonych z przemysłu i prasy muzycznej, pokazując go jako wypalający się od pierwszych występów w 1997 roku do kończących trasę koncertową rok później. Przez ten czas zespół wydał kompilację dotychczasowych teledysków – 7 Television Commercials, a także dwie EP (Airbag/How Am I Driving? i No Surprises/Running from Demons), które zawierały strony B z singli do OK Computer.

### Kid A, Amnesiac i zmiana w brzmieniu (1999–2001)
Zespół był mało aktywny po trasie koncertowej promującej OK Computer w latach 1997–1998. Po jej zakończeniu muzycy pojawili się tylko na jednym publicznym występie w 1998 roku - na koncercie Amnesty International w Paryżu. Na początku roku 1999 zespół zaczął pracę nad następcą OK Computer. Mimo że nie było już dużego ciśnienia ani nawet nacisku ze strony wytwórni nagraniowej, napięcie w zespole było wysokie. Każdy inaczej widział przyszłość Radiohead, a Yorke nadal miał pisarską „blokadę” co wpłynęło na jego bardziej abstrakcyjną, fragmentaryczną formę pisania utworów. W końcu wszyscy członkowie zgodzili się na nowy kierunek muzyczny, zmieniający ich role w zespole. Odcięli się od świata razem z Nigelem Godrichem w studio w Paryżu, Kopenhadze i Gloucester, a także w swoim nowo ukończonym studio w Oxfordzie. Po blisko osiemnastu miesiącach pracy, sesje nagraniowe zakończyły się w kwietniu 2000 roku.

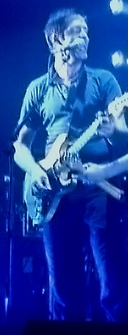
Ed O’Brien podczas koncertu w Blackpool w maju 2006 roku

Radiohead wydali swój czwarty album, Kid A, w październiku 2000 roku - był to pierwszy z albumów z ostatniej sesji nagraniowej. Płyta nie była kontynuacją stylu zawartego na OK Computer - zawierała bardzo nowatorskie brzmienia, była dużo bardziej eksperymentalna od poprzednika. Partie gitarowe został odsunięte na dalszy plan a najważniejsze tym razem były Fale Martenota. Kid A było największym komercyjnym sukcesem w historii grupy, debiutując na pierwszych miejscach list przebojów w wielu państwach, w tym w Stanach Zjednoczonych, gdzie album po raz pierwszy w swojej karierze zanotował pierwsze miejsce na liście Billboard. Choć zespół nie wydał żadnego singla promującego płytę, utwory „Optimistic” i „Idiotique” były grane w radio, a do utworów dołączano migawki i krótkie nagrania wideo, które pokazywane były w muzycznych kanałach telewizyjnych i publikowane w internecie.
Na początku 2001 roku Kid A otrzymało nagrodę Grammy za najlepszy alternatywny album roku i nominację w kategorii najlepszego albumu roku. Zdania krytyków co do albumu były jednak podzielone. Album widziano jako „celowo trudny” i „komercyjne samobójstwo zespołu”. Fani zespołu także byli podzieleni - jedni byli przerażeni lub całkowicie zaskoczeni, inni z kolei uważali album za najlepszy w dotychczasowym dorobku zespołu. Radiohead po wydaniu albumu zaplanowało trasę koncertową po Europie i Ameryce Północnej promującą go.
Amnesiac, wydany w sierpniu 2001 roku, zawierał utwory nagrane na tych samych sesjach co Kid A. Jego styl muzyczny jest też zbliżony do obecnego na poprzednim albumie w swoim połączeniu muzyki elektronicznej i art rocka, lecz album posiada więcej wpływów jazzowych. Amnesiac odniósł sukces zarówno komercyjny jak i artystyczny otrzymując najwyższe noty od krytyków na całym świecie, docierając do drugiego miejsca w USA, będąc nominowanym do nagrody Grammy a także do Mercury Music Prize. „Pyramid Song” i „Knives Out”, pierwsze single Radiohead od 1997 roku, odniosły największe sukcesy, planowany jako trzeci singiel „I Might Be Wrong” doczekał się w końcu wydania tylko na albumie koncertowym I Might Be Wrong: Live Recordings, wydanym w listopadzie 2001 roku i zawierającym nagrania live utworów z płyt Kid A i Amnesiac, a także akustyczne nagranie nie wydanego nigdy wcześniej „True Love Waits”. Po wydaniu albumu Amnesiac zespół rozpoczął trasę koncertową po Europie, Ameryce Północnej i Japonii.

### Hail to the Thief i czasowe zawieszenie działalności zespołu (2002–2004)
Przez lipiec i sierpień 2002 roku, Radiohead koncertowało po Portugalii i Hiszpanii, grając kilka nowych piosenek. Ukończyli swój szósty album po dwóch tygodniach w studio w Los Angeles razem z Nigelem Godrichem, dodając jeszcze później kilka utworów w Oxfordzie. Członkowie zespołu opisywali czas trwania nagrań jako relaksujący, inny niż podczas nagrywania Kid A i Amnesiac. Nowy album, Hail to the Thief, został wydany w czerwcu 2003 roku. Mieszając różne style z całej twórczości Radiohead, album Hail to the Thief łączył bazujący na gitarze rock z charakterystycznymi, elektrycznymi brzmieniami i słowami. Choć album zdobył uznanie krytyki, wielu krytyków czuło, że zespół przestał wyznaczać nowe trendy i szukać nowych brzmień (co zostało rozpoczęte przez OK Computer). Hail to the Thief odniósł też komercyjny sukces, debiutując na 

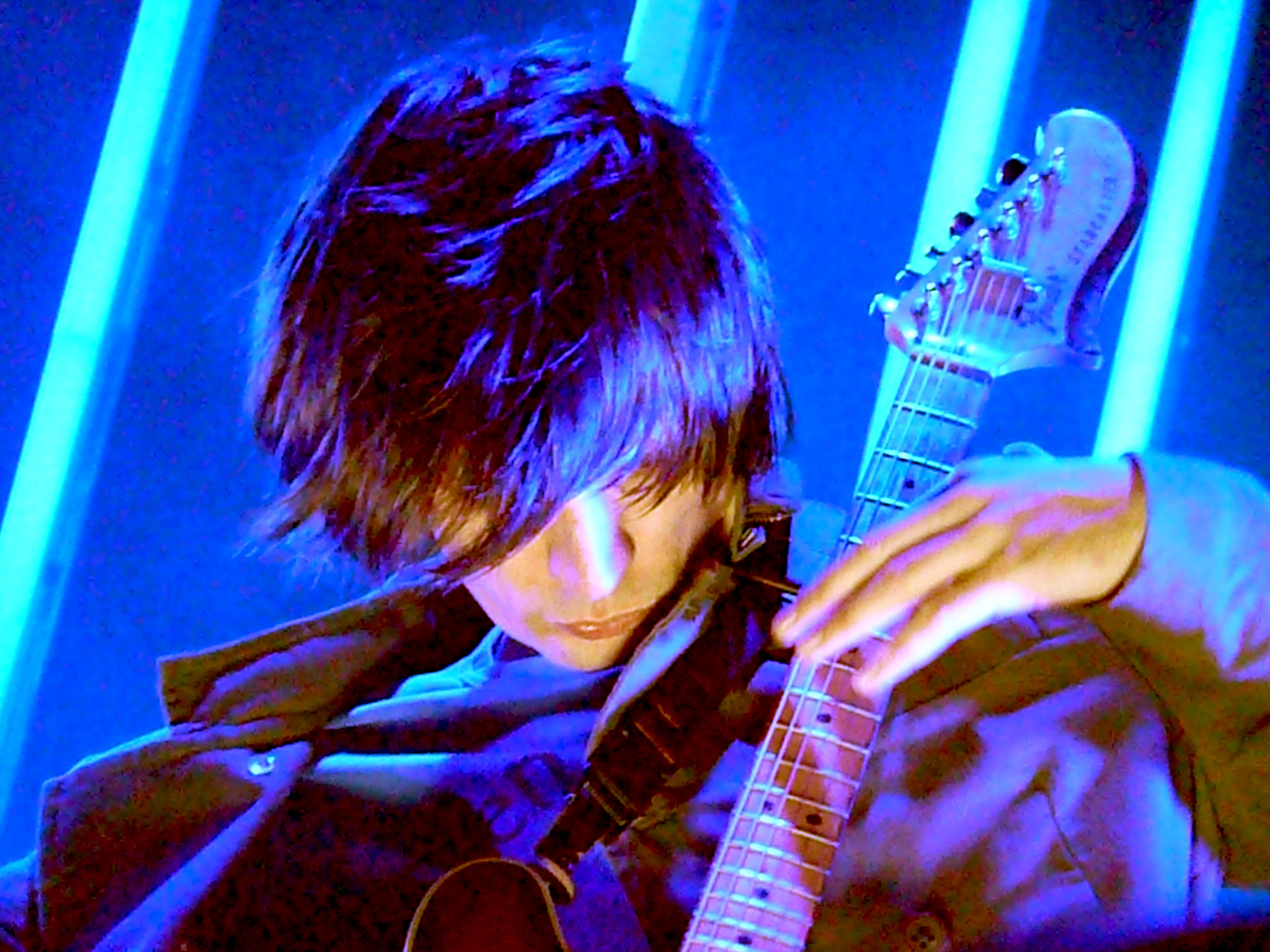
Jonny Greenwood podczas koncertu w maju 2008 roku

trzecim miejscu listy Billboard i zdobywając Platynową Płytę w Wielkiej Brytanii a Złotą Płytę w Stanach Zjednoczonych. Single wydane podczas promocji płyty, „There There”, „Go to Sleep” i „2 + 2 = 5”, były często puszczane przez modern rockowe stacje radiowe. W 2003 roku album Hail to the Thief został nominowany do nagrody Grammy w kategorii Best Alternative Album, a producenci Nigel Godrich i Darrell Thorp otrzymali nagrodę w kategorii Best Engineered Album.
Yorke zaprzeczył, że tytuł Hail to the Thief jest komentarzem do kontrowersyjnych wyborów prezydenckich w USA w 2000 roku, wyjaśniając, że pierwszy raz usłyszał dopiero w Radio 4 dyskusję Johna Quincy’ego Adamsa, „kto ukradł elekcję i kto jest znany jako 'The Thief (złodziej)' poprzez swoją prezydenturę”. Yorke wyjaśnił, że choć album był zainspirowany przez wydarzenia na świecie końca roku 2001 i początku 2002, to „denerwuje mnie gdy ludzie mówią, że jest to protest, ponieważ naprawdę jestem dumny z tego, że Radiohead nigdy nie napisało politycznego utworu”. Po wydaniu Hail to the Thief zespół zaczął międzynarodową trasę koncertową, która zaczęła się w maju 2003 roku, a zakończyła w maju 2004 roku występem na Coachella Festival. W czasie trwania trasy, zespół wydał EP COM LAG (2plus2isfive), zawierającą większość strony B z Hail to the Thief. Po trasie koncertowej zespół spotykał się w swoim studio w Oxfordzie, jednak wkrótce zawiesił swoją działalność wolny od obowiązków po wygaśnięciu kontraktu z Parlophone. Resztę roku 2004 członkowie zespołu spędzili na pracy nad solowymi projektami i odpoczynku.

### In Rainbows, TKOL i A Moon Shaped Pool (2005–2018)
Członkowie Radiohead zaczęli pracę nad swoim siódmym albumem studyjnym w lutym 2005 roku. W październiku 2005 zespół nagrał bazującą na pianinie piosenkę „I Want None Of This” na charytatywny album Pomoc: A Day in the Life organizacji War Child, z którego dochód został przeznaczony na dzieci będące ofiarami wojny. Album był sprzedawany za pomocą dystrybucji cyfrowej, a „I Want None Of This” był najczęściej pobieranym utworem. Wraz z wydaniem COM LAG (2plus2isfive) wygasł kontrakt Radiohead z EMI i zespół nie był związany z żadną wytwórnią płytową. Członkowie zespołu zaczęli więc nagrywać nowy album na własną rękę, a następnie z producentem Mark Sentem, ale pod koniec roku 2006 ponowili współpracę z Nigelem Godrichem. Album został ukończony w lipcu 2007, a w następnym miesiącu został poddany masteringowi w New York City studio.

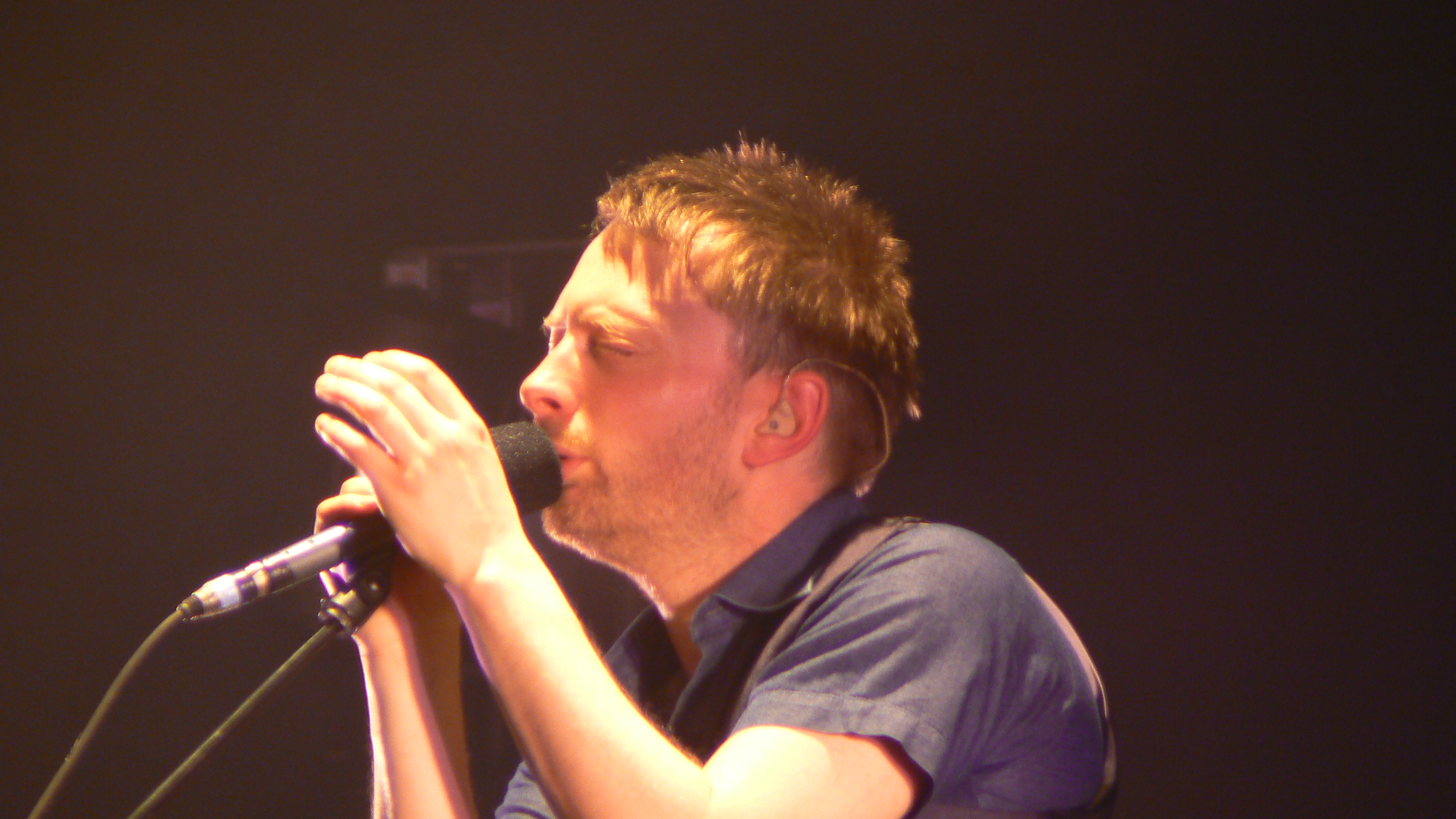
Thom Yorke podczas koncertu w Amsterdamie w 2006 roku

Siódmy album studyjny Radiohead, In Rainbows, został wydany 10 października 2007 roku za pomocą dystrybucji elektronicznej, gdzie każdy użytkownik samodzielnie dla siebie ustalał cenę albumu. Pierwszego dnia po ukazaniu się płyty odnotowano liczbę 1,2 miliona sprzedanych kopii. Dochody Radiohead z tego albumu prześcignęły dochody ze sprzedaży elektronicznej wszystkich pozostałych albumów razem wziętych. „Discbox” zawierający bonus CD z sesji nagraniowej, winylową edycję albumu i książkę w twardej oprawie z artworkami został wydany na początku grudnia 2007 roku. Wersja CD In Rainbows została wydana 31 grudnia 2007 roku, gdy już zespół miał podpisaną umowę z nową wytwórnią XL Recordings. Album od razu pojawił się na pierwszych miejscach list w Wielkiej Brytanii i Stanach Zjednoczonych. W USA płyta zanotowała największy sukces od czasu pojawienia się Kid A w 2000 roku a w Wielkiej Brytanii był to piąty album Radiohead który pojawił się na pierwszym miejscu w notowaniach. „Jigsaw Falling into Place”, pierwszy singiel z albumu, wydany został w UK w styczniu 2008 roku. Drugi singiel, „Nude”, zadebiutował na 37 miejscu na liście Billboard Hot 100 i był to pierwszy singiel Radiohead który pojawił się na tej liście od „High And Dry” w 1995 roku, i pierwszy który pojawił się w pierwszej czterdziestce od „Creep” z 1992 roku
Album In Rainbows (nominowany do Mercury Music Prize w 2008 roku) otrzymał niezwykle pozytywne recenzje, jedne z najlepszych w karierze Radiohead. Krytycy docenili album za bardziej przystępne brzmienia i osobliwe teksty niż w poprzednich wydawnictwach zespołu, jednak pojawiły się też rzadkie słowa krytyki, szczególnie pod adresem stosunkowo niewielkiej nowatorskości albumu. W 2008 Radiohead odbył trasę koncertową promującą In Rainbows po Ameryce Północnej, Europie, Ameryce Południowej i Japonii. W lipcu 2008 roku wydana została kompilacja zatytułowana Radiohead: The Best Of wydana przez EMI - nie zawiera ona jednak utworów z In Rainbows, ponieważ EMI nie posiada praw do wydawania utworów z ostatniej płyty zespołu.

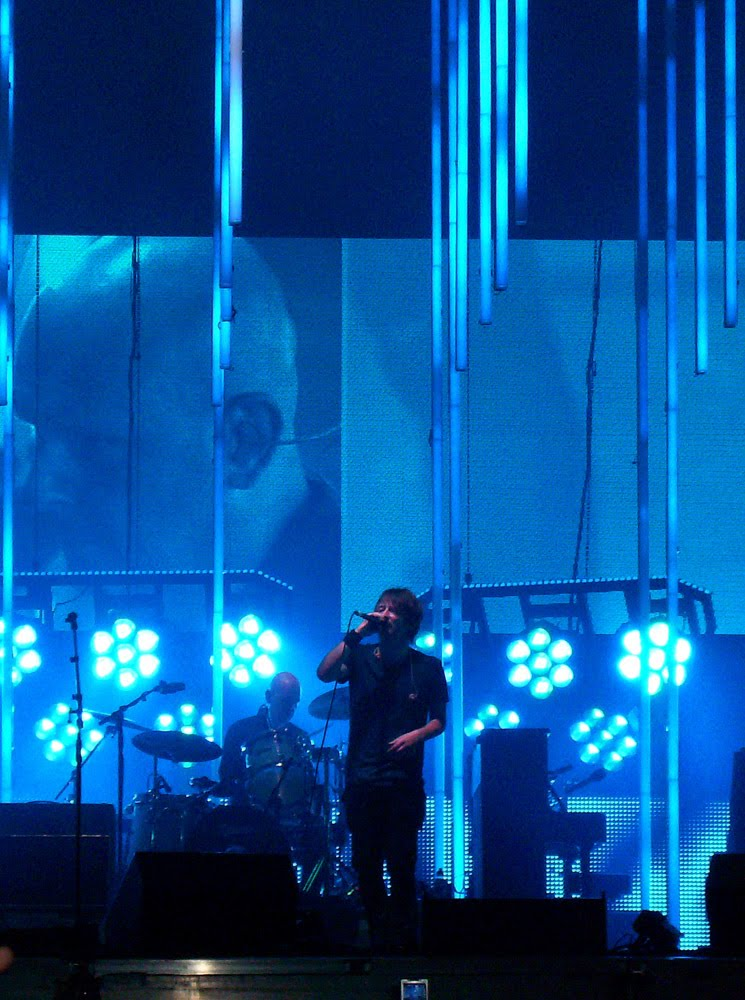
Thom Yorke podczas koncertu Radiohead w Poznaniu 2009

25 sierpnia 2009, Radiohead zagrali koncert w Polsce, w poznańskim parku Cytadela. To był ich drugi występ w Polsce. Na ich koncert przyszło ponad 30 tysięcy widzów. Po raz pierwszy w Polsce wystąpili w 1994 r. w Sopocie.
19 lutego 2011 nastąpiło oficjalne wydanie nowego albumu The King of Limbs.
Przez cały 2012 rok trwała trasa koncertowa obejmująca USA, Kanadę, Europę, kraje azjatyckie oraz Australię i Nową Zelandię. Podczas jej trwania doszło do groźnego wypadku. Przed koncertem 17 czerwca w Toronto zawaliła się scena. Bilans katastrofy to jedna ofiara śmiertelna (osoba z obsługi technicznej zespołu - Scott Johnson) i trzech rannych
8 maja 2016 roku ukazał się dziewiąty album studyjny Radiohead, A Moon Shaped Pool. Płyta spotkała się z pozytywnymi recenzjami krytyków, którzy określali ją jako niezwykle wielowarstwową i piękną. Po premierze zespół wyruszył w trasę promującą album, występując między innymi 28 czerwca 2017 roku na Open’er Festival w Gdyni. Ostatni koncert Radiohead odbył się 1 sierpnia 2018 roku w Filadelfii.

### Reedycje albumów
Dotychczas grupa wydała dwie reedycje swoich albumów: OK Computer OKNOTOK (2017) oraz Kid A Mnesia (2021), zawierające dodatkowe utwory, które nie znalazły się w oryginalnych wydaniach.

## Skład
- Thom Yorke – śpiew, gitara, instrumenty klawiszowe
- Ed O’Brien – gitara, śpiew
- Jonny Greenwood – gitara, instrumenty klawiszowe
- Colin Greenwood – gitara basowa, instrumenty klawiszowe
- Phil Selway – perkusja

## Dyskografia
- Pablo Honey (1993)
- The Bends (1995)
- OK Computer (1997)
- Kid A (2000)
- Amnesiac (2001)
- Hail to the Thief (2003)
- In Rainbows (2007)
- The King of Limbs (2011)
- A Moon Shaped Pool (2016)
- OK Computer OKNOTOK (2017)
- Kid A Mnesia (2021)